# Messerfischähnliche
Die Messerfischähnlichen (Notopteroidei) sind eine Unterordnung der Knochenzünglerartigen (Osteoglossiformes). Zu der Unterordnung gehören etwa 225 Arten von Süßwasserfischen. Die große Mehrheit der Arten lebt im tropischen Afrika, acht in Südasien. 

## Merkmale
Die Messerfischähnlichen besitzen eine Verbindung zwischen der Schwimmblase und dem Innenohr, die von einer Aussackung des vorderen Endes der Schwimmblase gebildet wird und die bis zum Gleichgewichtsorgan (Sacculus) reicht. Dies führt zu einem außergewöhnlich guten Hörvermögen. Weitere Gemeinsamkeiten bestehen im Bau des Kiemenskeletts und in der Muskulatur des Zungenbeins (Hyoid).

## Innere Systematik
Die Unterordnungen wird in drei Familien unterteilt. Zu den Altwelt-Messerfischen gehören zehn Arten, zu den Nilhechten und Elefantenfischen etwa 215 und der Großnilhecht ist die einzige Art der damit monotypischen Familie Gymnarchidae. Die letzten beiden Familien werden noch zu einer Überfamilie, die Mormyroidea zusammengefasst. Gemeinsames Merkmal der Mormyroidea ist ein aus umgewandelten Muskelzellen bestehendes elektrisches Organ im Schwanzstiel, das der Elektroorientierung und der Kommunikation dient.
- Unterordnung Messerfischähnliche (Notopteroidei)
  - Familie Altwelt-Messerfische (Notopteridae)
  - Überfamilie Mormyroidea
    - Familie Nilhechte und Elefantenfische (Mormyridae)
    - Familie Großnilhecht (Gymnarchidae)